# Mitchel Musso
Mitchel Tate Musso (Garland, Texas, 1991. július 9. –) amerikai színész és énekes.
Legismertebb alakítása Oliver Okena 2006 és 2011 között futott Hannah Montana című sorozatban.

## Fiatalkora
A texasi Garlandban, Dallas külvárosában született. Szüleivel Katherine Moore és Samuel Musso. Két testvére van Mason Musso zenész és Marc Musso színész. Albán származású. A texasi Rockwallben nevelkedett.

## Pályafutása
Marc-kal együtt szerepelt a 2003-ban bemutatott Leharcolt oroszlánok című filmben.
Legismertebb szerepe a Hannah Montana című sorozatban volt Oliver Okenként. Emellett a Phineas és Ferb televíziós sorozatban Jeremy hangját kölcsönzi.
A Hannah Montana – A film című filmben is szerepelt, melyet 2009-ben mutattak be a mozikban.
A PrankStars műsorvezetője volt.
A Disney XD sorozatában a Király párosban is szerepelt 2 évadot. A 3. évadban Adam Hicks váltotta.
2009-ben kiadta első önálló albumát. A másodikat pedig 2010-ben.

## Magánélete
2011. október 17-én ittas vezetés miatt elfogták. 5000 dolláros óvadék keretében kiengették. Emiatt az incidens miatt rúgták ki a PrankStarsból és a Király párosból.

## Filmográfia

### Filmek
| Év   | Magyar cím                                          | Eredeti cím                                              | Szerep                          | Magyar hang   |
| ---- | --------------------------------------------------- | -------------------------------------------------------- | ------------------------------- | ------------- |
| 2020 | Phineas és Ferb, a film: Candace az Univerzum ellen | Phineas and Ferb the Movie: Candace Against the Universe | Jeremy Johnson (hang)           | Moser Károly  |
| 2018 |                                                     | Bachelor Lion                                            | Zane Daniels                    |               |
| 2016 |                                                     | Characterz                                               | Tucker                          |               |
| 2015 |                                                     | The Sand                                                 | Mitch                           |               |
| 2014 |                                                     | Sins of our Youth                                        | Scott                           |               |
| 2011 | Phineas és Ferb a 2. dimenzióban                    | Phineas and Ferb: Across the 2nd Dimension               | Jeremy Johnson (hang)           | Moser Károly  |
| 2010 | Karácsonyi kutyabalhé                               | The Search for Santa Paws                                | felnőtt Santa Paws (hang)       |               |
| 2009 | Hannah Montana – A film                             | Hannah Montana: The Movie                                | Oliver Oken / Mike Standley III | Baráth István |
| 2009 | Csirke kabala módra                                 | Hatching Pete                                            | Cleatus Poole                   | Baráth István |
| 2006 | Rém rom                                             | Monster House                                            | D.J. (hang)                     | Morvay Gábor  |
| 2005 | Walker, a texasi kopó – Újra akcióban               | Walker, Texas Ranger: Trial by Fire                      | Josh Whitley                    |               |
| 2005 |                                                     | Life Is Ruff                                             | Raymond Figg                    |               |
| 2003 | Leharcolt oroszlánok                                | Secondhand Lions                                         | fiú                             |               |
| 2002 |                                                     | The Keyman                                               | cserkész                        |               |
| 2002 |                                                     | Am I Cursed?                                             | Richie                          |               |

### Televíziós szerepek
| Év        | Magyar cím           | Eredeti cím               | Szerep                          | Megjegyzések                                                                      |
| --------- | -------------------- | ------------------------- | ------------------------------- | --------------------------------------------------------------------------------- |
| 2016–2019 | Milo Murphy törvénye | Milo Murphy's Law         | Wally / Jeremy Johnson (hang)   | mellékszereplő magyar hangja Kilin Bertalan (Wally) Berkes Bence (Jeremy Johnson) |
| 2011      |                      | PrankStars                | önmaga                          | műsorvezető                                                                       |
| 2010–2012 | Király páros         | Pair of Kings             | Brady király                    | főszereplő magyar hangja Czető Roland                                             |
| 2009      | Yin Yang Yo!         | Yin Yang Yo!              | önmaga (hang)                   | 1 epizód                                                                          |
| 2007–2015 | Phineas és Ferb      | Phineas and Ferb          | Jeremy Johnson (hang)           | mellékszereplő magyar hangja Moser Károly                                         |
| 2006      | Mókus fiú            | My Babysitter's a Vampire | Andy Larkmon (hang)             | 1 epizód                                                                          |
| 2006–2011 | Hannah Montana       | Hannah Montana            | Oliver Oken / Mike Standley III | főszereplő magyar hangja Baradlay Viktor                                          |
| 2009      |                      | How to Be Indie           | Carlos Martinelli               | 3 epizód                                                                          |

## További információ
- Mitchel Musso a PORT.hu-n (magyarul)
- Mitchel Musso az Internetes Szinkronadatbázisban (magyarul)
- Mitchel Musso az Internet Movie Database-ben (angolul)
- Mitchel Musso a Rotten Tomatoeson (angolul)